# Słowa (jezioro)
Słowa – jezioro na Pojezierzu Dobiegniewskim, w powiecie strzelecko-drezdeneckim, w gminie Strzelce Krajeńskie. Jezioro ma jedną z najwyższych w województwie lubuskim średnią głębokość wynoszącą 14,7 m.

## Położenie i opis
Jezioro Słowa położone jest w północnej części powiatu strzelecko-drezdeneckiego, na terenie Pojezierza Dobiegniewskiego. Jezioro otoczone lasami, brzegi są trudno osiągalne, strome. Dno akwenu jest twarde w płytszych miejscach pokryte podwodnymi łąkami, rozwojowi których sprzyja wysoka przeźroczystość wód. Jezioro ma dwa głęboczki, mniejszy w północnej części zbiornika i drugi większy w południowej części, przylegającej do stromych wzniesień znajdujących się przy brzegach. Roślinność wynurzona zajmowała w 1996 roku 66,1% linii brzegowej zbiornika. Nadmiar wód odprowadzany jest niewielkim ciekiem na północ do jeziora Osiek. Zbiornik ma dwa dopływy, większy niesie wody z jeziora Lipie oraz mniejszy, wpadający od południa, który okresowo prowadzi wody z niewielkiego jeziora Brodzisz. Najbliżej położoną miejscowością jest oddalona 2 km na południowy wschód wieś Długie.

## Hydronimia
Do 1945 roku jezioro nosiło niemiecką nazwę Schlage See. Obecna nazwa została wprowadzona urzędowo 17 września 1949 roku.

## Morfometria
Według danych Instytutu Rybactwa Śródlądowego powierzchnia zwierciadła wody jeziora wynosi 62,1 ha, natomiast A. Choiński, poprzez planimetrowanie na mapach 1:50 000, określił wielkość jeziora na 57,5 ha. Jeziorna jednolita część wód powierzchniowych ma powierzchnię 60 ha.
Średnia głębokość zbiornika wodnego to 14,7 m, a maksymalna – 31,7 m. Objętość jeziora wynosi 9141,4 tys. m³. Maksymalna długość jeziora to 1300 m, a szerokość 850 m. Długość linii brzegowej wynosi 4350 m.
Według Atlasu jezior Polski (red. J. Jańczak, 1996) lustro wody znajduje się na wysokości 52,7 m n.p.m., natomiast według numerycznego modelu terenu udostępnionego przez Geoportal lustro wody znajduje się na wysokości 52 m n.p.m.
Według Mapy Podziału Hydrograficznego Polski jezioro leży na terenie zlewni dziewiątego poziomu Zlewnia jez. Słowa bez bezodpływowej zlewni koło Rozdołów. Identyfikator MPHP to 1888839259.

## Zagospodarowanie
Administratorem wód jeziora jest Regionalny Zarząd Gospodarki Wodnej w Poznaniu. Utworzył on obwód rybacki, który obejmuje wody jezior Lipie, Osiek, Brodzisz, Słowa, Kokno, Kokienko, Tartak, Błotne, Mały Osiek i Urszulanka (Obwód rybacki jeziora Osiek (Chomętowskie) na cieku Mierzęcka Struga – Nr 2). Gospodarkę rybacką na jeziorze prowadzi Wielkopolski Ośrodek Wędkarski "Rybak".

## Czystość wód i ochrona środowiska
Według danych z Wojewódzkiego Inspektoratu Ochrony Środowiska z 2004 roku, wody jeziora charakteryzowały się II klasą czystości. Jezioro w 2004 roku charakteryzowało się wysoką odpornością na degradację i zostało zaliczone do I kategorii odporności. W badaniach przeprowadzonych w 2016 roku wody jeziora zostały zakwalifikowane do wód o maksymalnym potencjale ekologicznym, co odpowiada I klasie jakości.
Badania z 2019 roku zaliczyły wody jeziora do wód o dobrym stanie ekologicznym, co odpowiada II klasie jakości. Wskaźnikiem, który zadecydował o drugiej klasie, był stan fitobentosu oraz ichtiofauny, podczas gdy stan fitoplanktonu, makrozoobentosu oraz makrofitów oceniono jako bardzo dobry. W tym samym roku stan chemiczny wód określono jako dobry, nie stwierdzając żadnego elementu przekraczającego normę. Przeźroczystość wód została określona na 5,4 metra, co jest jednym z najwyższych wskaźników wśród wszystkich badanych jezior w Polsce.
Jezioro znajduje się na obszarze chronionego krajobrazu o nazwie Puszcza Drawska oraz na obszarach chronionych w ramach programu Natura 2000. W ramach dyrektywy siedliskowej chroniony obszar nazywa się Uroczyska Puszczy Drawskiej, natomiast dyrektywę ptasią reprezentuje obszar Lasy Puszczy nad Drawą.